# Oriente Próximo
O Oriente Próximo, ou Próximo-Oriente, é uma região geográfica que abrange diferentes países para arqueólogos e historiadores, de um lado, e para cientistas políticos, economistas e jornalistas, de outro. O termo foi aplicado originalmente para os Estados dos Balcãs no Leste Europeu, mas hoje em dia, normalmente, descreve os países do Sudoeste Asiático entre o Mar Mediterrâneo e o Irã/Irão, especialmente em contextos históricos.
O termo, tal como é usado pelos arqueólogos, geógrafos e historiadores ocidentais, refere-se à região que engloba a Anatólia (a porção asiática da Turquia moderna), o Levante (Síria, Líbano, Jordânia, Chipre, Israel e territórios palestinos), Mesopotâmia (Iraque) e, ocasionalmente, Transcaucásia (Geórgia, Armênia e Azerbaijão). Nos contextos políticos e jornalísticos modernos, esta região é normalmente considerada como compreendida no Oriente Médio, enquanto que os termos Oriente Próximo ou Sudoeste Asiático são preferíveis nos contextos arqueológicos, geográficos e históricos.
O Oriente Próximo, ou Próximo Oriente, compreende a região da Ásia próxima ao mar Mediterrâneo, a oeste do rio Eufrates, incluindo: Síria, Líbano, Israel, Palestina e Iraque.

## Etimologia
O conceito de "Oriente Próximo" difere em origem do chamado "Médio Oriente", embora seja frequentemente usado como sinônimo deste último devido à influência anglo-saxônica, já que em inglês há grande ambiguidade entre seus respectivos equivalentes, Near East e Middle East.
Por outro lado, a RAE distingue entre o Oriente Próximo (Líbano, Israel, Turquia, Jordânia, Síria, Iraque, Irã e Península Arábica), o Oriente Médio (Afeganistão, Paquistão, Índia e países relacionados) e o Extremo Oriente (China, Sudeste Asiático e outros).
"Oriente Próximo" é um termo mais claro e específico do que "Oriente Médio", porque este último, traduzido diretamente do inglês Middle East, tem conceitos e delimitações diferentes que às vezes abrangem mais regiões do que o que é conhecido como o próprio Oriente Próximo. Por essa razão, o termo Oriente Médio se tornou uma fonte de confusão internacional. Nos governos latino-americanos e no Ministério das Relações Exteriores da Espanha, o termo "Oriente Médio" é usado para se referir à região do sudoeste da Ásia; No entanto, os manuais de estilo do El País, ABC, EFE e outros desaconselham o uso deste termo e preferem o termo "Oriente Próximo", embora nas práticas de reportagem jornalística ambos os termos sejam usados indistintamente.  A ambiguidade entre o Próximo Oriente e o Médio Oriente não se restringe ao inglês e ao espanhol e repete-se no francês, no alemão, no italiano, no português, no sueco, um pouco menos nas línguas eslavas e, de um modo geral, ocorre em todo o mundo, mesmo nas línguas do próprio Próximo Oriente.
Historicamente, o termo "Oriente Médio" começou a ser usado em todo o mundo ocidental a partir da segunda metade do  século XIX como referência à região localizada entre a Arábia e a Índia. Durante a Segunda Guerra Mundial, incluiu frequentemente o Norte de África e mais tarde ganhou notoriedade no conflito árabe-israelense, desenvolvendo a ambiguidade entre o Próximo Oriente e o Médio Oriente.

## História

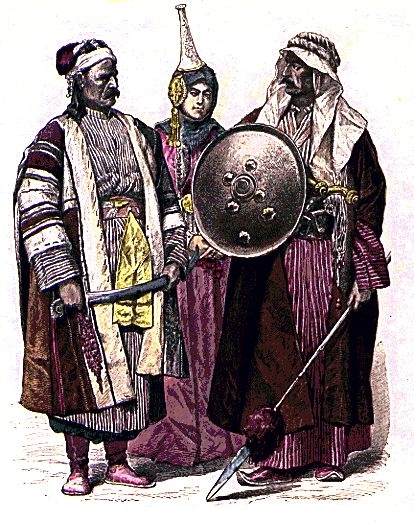
Habitantes do Oriente Próximo no século XIX

O Oriente Próximo está localizado na junção da Eurásia e da África, entre o Mar Mediterrâneo e o Oceano Índico. A região era o centro espiritual da Igreja Ortodoxa, do islamismo, do judaísmo, do iazidismo, do mitraísmo, do zoroastrismo, do maniqueísmo e da fé bahá'í.
A história moderna do Oriente Próximo começou após a Primeira Guerra Mundial, quando os Aliados derrotaram o Império Otomano e seus aliados e o Império foi dividido em vários países. Outros eventos decisivos nessa transformação foram o estabelecimento de Israel em 1948 e o declínio de potências europeias como o Reino Unido e a França, que foram parcialmente suplantadas em influência pelas superpotências Estados Unidos e União Soviética.
A economia do Oriente Próximo no Egito era muito complicada porque sua base era a agricultura, que dependia do Rio Nilo. Cada vez que inundava o império egípcio, uma colheita era alcançada. O calendário deles era organizado desta forma: semeadura, depois inundação e, finalmente, a colheita.
Em todo o Oriente Próximo, a base da economia após a Neolitização foi a domesticação do gado, da agricultura e de todo o trabalho que podiam fazer com metais.

## Geografia

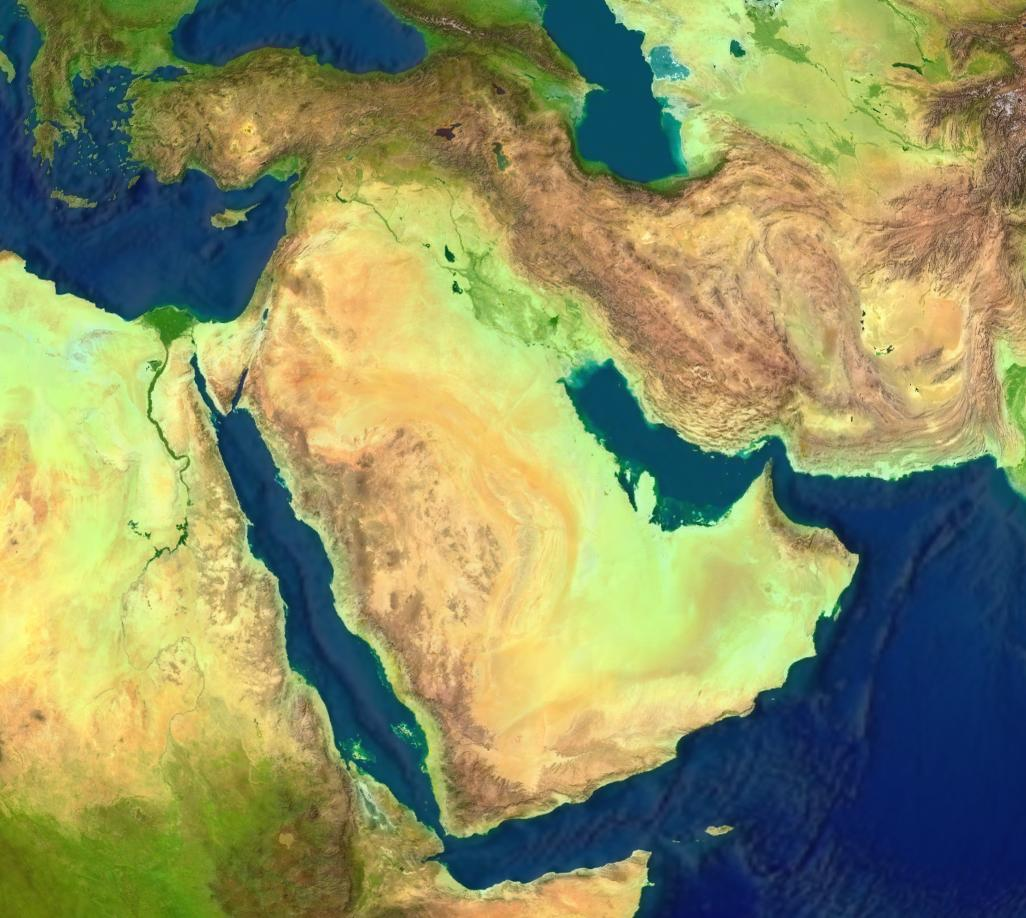
Imagem de satélite do Oriente Próximo

O termo "Oriente Próximo" (para os europeus continentais) ou "Oriente Médio" (para os anglo-saxões) é usado para nomear uma área geográfica, mas não tem fronteiras precisas. A definição mais comum (arbitrária) inclui: Bahrein, Egito, Irã, Iraque, Israel, Jordânia, Kuwait, Líbano, Omã, Catar, Arábia Saudita, Síria, Turquia, Emirados Árabes Unidos, Iêmen e os territórios palestinos.
O Egito e sua Península do Sinai, na Ásia, são frequentemente considerados parte do Oriente Próximo, embora a maior parte do território esteja geograficamente no Norte da África. As nações do Norte da África sem laços com a Ásia, como Líbia, Tunísia e Argélia, são chamadas de "norte-africanas" (ou norte-africanos), em oposição ao Oriente Médio (incluindo o Egito). No entanto, eles podem ser considerados parte do Oriente Médio. A Somália, um país islâmico na África Oriental, é, como o Paquistão, também considerado pelos europeus como parte do Oriente Médio, ou, de acordo com os anglo-saxões em geral, como parte do Oriente Médio; ou, de acordo com os EUA em particular, como parte do “Grande Oriente Médio”. Outros países ocasionalmente incluídos na definição são aqueles da região do Cáucaso Meridional (Azerbaijão, Armênia e Geórgia), Chipre e Norte da África.
O Oriente Próximo é composto principalmente por terras áridas e semiáridas, com algumas pastagens e desertos. O abastecimento e a disponibilidade de água são um problema em várias áreas do Médio Oriente, uma vez que o rápido crescimento populacional aumenta a procura, dificultada pela salinidade e pela poluição.  Os principais rios, incluindo o Nilo e o Eufrates, fornecem a irrigação necessária para sustentar as atividades agrícolas.
Esta região abriga o Crescente Fértil, que abrange partes dos territórios do Antigo Egito, do Levante e da Mesopotâmia, onde se considera que a Revolução Neolítica no Ocidente começou.

## Cultura

### Literatura
O mundo árabe como um todo publica menos livros que a Türkiye. E os gastos alocados para cobrir pesquisas científicas são apenas uma fração do que é alocado para a mesma causa em países desenvolvidos.

John Leyne, "Milhões para a educação no Oriente Médio", BBC, Jordânia
Há uma lacuna entre os países mais ocidentalizados, com grande volume de publicação de livros, como a Turquia, Israel e Líbano, e os mais conservadores, onde a publicação é mínima.
Os únicos vencedores do Prêmio Nobel de Literatura do Oriente Próximo foram o israelense Shmuel Yosef Agnon (1888–1970) em 1966 e o turco Orhan Pamuk, nascido em Istambul em 1952 e processado por mencionar o genocídio armênio. No entanto, há vários escritores proeminentes, como o iraquiano Jabbar Yassin Hussin, os israelenses Yehuda Amijai e Amos Oz, e os libaneses Amin Maalouf e Khalil Gibran.